# The nightride
The nightride er en eksperimentalfilm fra 1989 instrueret af Ulrik Al Brask, Knud Vesterskov efter manuskript af Knud Vesterskov.

## Handling
Ridtet gennem nattens by er på én gang en psykologisk mind game og en fysisk realitet. Manden spiller med knivens spids mellem sine fingre, med lemmet mellem sine ben og med den anonyme kvindekrop i en blanding af smerte og spænding.